# Gaetano Callani
Gaetano Callani (Parma, 16 gennaio 1736 – Parma, 6 novembre 1809) è stato un pittore e scultore italiano.

## Biografia
Orfano di padre (che morì lo stesso giorno in cui egli nacque), venne allevato dalla madre e dallo zio Domenico, artigiano intagliatore di legno, dal quale apprese le prime nozioni di disegno. Verso i vent'anni viene iscritto all'Accademia di Belle Arti di Parma, dove nel 1760 vince un premio per il nudo disegnato e modellato, e l'anno successivo per il disegno di composizione. Verso il 1764 entra nella bottega di pittura dell'abate Giuseppe Peroni, che in quel periodo era impegnato nell'esecuzione di dipinti nella chiesa di Sant'Antonio a Parma. Probabilmente tramite intercessione del Peroni ottiene la commissione di otto statue con le Beatitudini evangeliche nella stessa chiesa, che completa alla fine del 1764.
L'anno successivo esegue le statue della Concezione, dell'evangelista Giovanni e del profeta Isaia per una cappella della chiesa dell'Annunziata a Parma. Nel 1768 dipinge una pala d'altare nella chiesa di Bianconese, nel 1772 una pala con i Santi vescovi piacentini per il duomo di Piacenza.

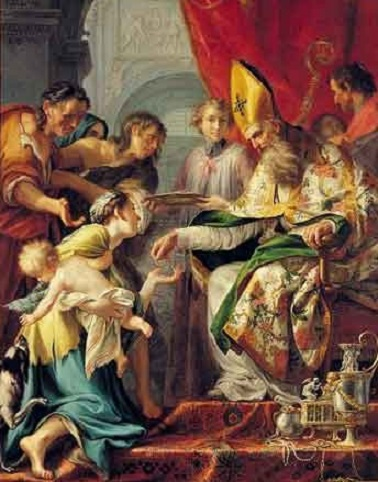
Elemosina di Sant'Eligio

Nel 1774 è chiamato a Milano da Giuseppe Piermarini, che gli affida la decorazione del Salone delle Cariatidi  del Palazzo Reale. Esegue la scultura di 40 statue addossate alle pareti, che danno il nome al salone. In maggio dell'anno successivo viene nominato dalla corte parmense «pittore e scultore di corte, con l'annuo soldo di 6000 lire parmigiane».
Nel 1777 sposa Angela Gerli, sorella di Agostino, dalla quale ha la figlia Maria, che diventerà anch'essa un'affermata pittrice. Nello stesso anno esegue una pala d'altare nella cappella ducale di San Liborio a Colorno. Si trasferisce poi a Roma, dove rimane sei anni. Di questo periodo sono i dipinti Giudizio di Paride, Leonardo da Vinci, Fedeltà coniugale e San Giacomo.
Rientrato a Parma, nel 1790 esegue lo Sposalizio mistico di Santa Caterina nella chiesa parrocchiale di Villa Cadè. Nel 1799 esegue il lodatissimo quadro Incontro di Luigi XI con San Francesco da Paola per la chiesa di San Francesco di Paola. Nel 1821 l'opera fu trasferita nella chiesa di San Vitale.
Nel 1800 progetta per il Duomo di Parma i 22 candelabri addossati ai pilastri della navata centrale e alle pareti del presbitero, in legno intagliato e argentato, adornate al centro col nome di Maria (eseguiti da Odoardo Panini). Tra i suoi ultimi lavori un ritratto di papa Pio VII, una grande tela per il conte piacentino Domenico Scotti (1807), e un Cristo morto, rimasto incompiuto.